# 費多里夫卡 (弗拉季伊夫卡區)
47°41′49″N 30°25′36″E / 47.69694°N 30.42667°E
費多里夫卡（烏克蘭語：Федорівка），是烏克蘭的村落，位於該國南部尼古拉耶夫州，由弗拉季伊夫卡區負責管轄，始建於1908年，面積1.3平方公里，海拔高度157米，2001年人口444，人口密度每平方公里340.8人。